# Grammatophyllum
Grammatophyllum, uneori abreviată în horticultură Gram, este un gen de 13 specii de orhidee cunoscute în prezent. Numele este derivat din cuvintele grecesti 'gramma' (o linie sau dungă) și 'phyllon' (frunză), referindu-se la venele paralele de pe frunze sau marcajele de pe periant. Acest  gen de epifite apare în pădurile tropicale dense din Indo-China, Indonezia, Filipine, Noua Guinee și insulele Pacificului de Sud-Vest.
Speciile produc mai multe raceme, care răsar din baza pseudobulbului, cu multe flori cerate variind de la galben-verzui până la verde-oliv, cu pete întunecate, de culoare roșu-purpuriu. Pseudobulbii sunt învăluiți de teci.
Aceste orhidee sunt de dimensiuni medii până la foarte mari, inclusiv orhideea gigantă (Grammatophyllum speciosum), considerată a fi cel mai mare specie de orhidee care există. Pseudobulbul său poate crește până la o lungime de 2,5 m. Plantele se pot dezvolta în grupuri gigantice cu masa de câteva sute de kilograme până la o tonă. Rădăcinile formează grupuri spectaculoase.
Orhideea clopot (Grammatophyllum scriptum), mai modestă, este o altă specie bine cunoscută, cu pseudobulbi de 20 cm, din care ies 3 la 4 frunze cu o lungime de 1 m.
Grammatophyllum multiflorum este una dintre orhideele cu cea mai lungă perioadă de înflorire care există: aceasta poate avea flori timp de nouă luni. Notabilă este și Dendrobium cuthbertsonii, despre ale cărei flori s-a raportat că rezistă până la zece luni fiecare.
Grammatophyllum „Tiger's paw” este un hibrid de G. elegans și G. fenzlianum.

## Specii

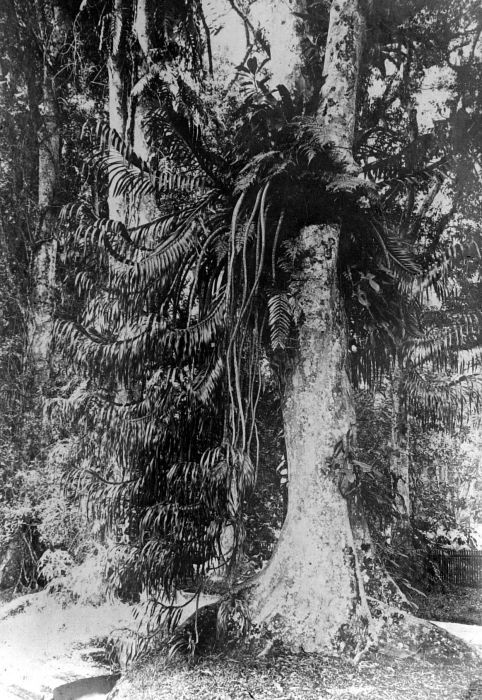
Grammatophyllum speciosum în Grădina Botanică Bogor din Indonezia

1. Grammatophyllum elegans (Fiji și Filipine).
2. Grammatophyllum kinabaluense (Sabah).
3. Grammatophyllum martae (Filipine)
4. Grammatophyllum measuresianum (Filipine, Borneo)
5. Grammatophyllum multiflorum (Filipine)
6. Grammatophyllum pantherinum (Borneo, Maluku, Filipine, Noua Guinee, Solomon, Bismarck)
7. Grammatophyllum ravanii (Filipine)
8. Grammatophyllum rumphianum (Borneo, Maluku)
9. Grammatophyllum schmidtianum (Mariane)
10. Grammatophyllum scriptum (Malaezia pentru SW. Pacific).
11. Grammatophyllum speciosum (Indo-China până în Solomon) - tip taxonomic
12. Grammatophyllum stapeliiflorum (Malaezia, Filipine, Noua Guinee).
13. Grammatophyllum wallisii (Filipine)